# George Templeton
George Templeton (11 de noviembre de 1906 - 26 de agosto de 1980) fue un ayudante de dirección, director, productor y actor de nacionalidad estadounidense. Fue autor de dos cortos nominados al Premio Oscar, The Little Witch (1946) y College Queen (1947).

## Biografía
Su nombra completo era George Becton Templeton, y nació en Mount Vernon, Texas. Templeton cursó estudios en la Universidad del Sur de California, formando parte del Freshman Football Team de John Wayne. 
Inició su carrera en el mundo del espectáculo como actor, siendo intérprete de pequeños papeles. Actuó en el cine por vez primera en el film de 1930 Her Man, siendo el segundo Seas Beneath (1931). En el año 1936 trabajó como ayudante de dirección en la película de Harold Lloyd The Milky Way, y al siguiente en Bulldog Drummond’s Revenge, película dirigida por Louis King.
Su primer trabajo como director fue el cortometraje Trailin’ West, realizado en 1944. Ese mismo año fue ayudante de Mark Sandrich en la comedia romántica Here Come the Waves, protagonizada por Bing Crosby y Betty Hutton. Su corto The Little Witch (1945) fue nominado al Premio Oscar al mejor cortometraje, pero ganó el galardón la cinta producida por Gordon Hollingshead Star in the Night. Fue nuevamente nominado al siguiente año, esta vez por el cortometraje College Queen, siendo otra vez derrotado por Hollingshead con A Boy and His Dog.
En 1950 dirigió The Sundowners, película protagonizada por Robert Preston y Robert Sterling. Por un episodio de la serie televisiva Rawhide, fue galardonado en los Western Heritage Awards. En el western Charro! (1969), interpretado por Elvis Presley, Ina Balin y Victor French, Templeton trabajó como ayudante de dirección y como productor. En 1974 finalizó su carrera cinematográfica con la película de horror Welcome to Arrow Beach, dirigida e interpretada por Laurence Harvey.
George Templeton estuvo casado con Frances Callaghan (1915–1978), con la que tuvo un hijo (1940–2008). El cineasta falleció en Los Ángeles, California, en el año 1980.

## Filmografía (selección)

### Ayudante de dirección
- 1936 : The Milky Way
- 1937 : Bulldog Drummond’s Revenge
- 1940 : Road to Singapore
- 1940 : The Great McGinty
- 1940 : Christmas in July
- 1941 : The Night of January 16th (como Dink Templeton)
- 1942 : This Gun for Hire
- 1944 : I Love a Soldier (como Dink Templeton)
- 1944 : Ministry of Fear
- 1944 : Here Come the Waves
- 1945 : The Affairs of Susan
- 1947 : Variety Girl
- 1948 : Tap Roots
- 1955 : MGM Parade (serie TV), 1 episodio
- 1957 : Boots and Saddles (serie TV), episodio The Obsession
- 1959–1961 : Rawhide (serie TV), 33 episodios
- 1966 : Viaje al fondo del mar (serie TV), 3 episodios
- 1967 : The Rat Patrol (serie TV), 12 episodios
- 1968 : The Wicked Dreams of Paula Schultz (como George Dink)
- 1969 : Charro! (como Dink Templeton, también productor)
- 1970 : The Delta Factor (como Dink Templeton)
- 1974 : Welcome to Arrow Beach

### Director
- 1944 : Trailin’ West (corto)
- 1945 : You Hit the Spot (corto)
- 1945 : The Little Witch (corto, también productor)
- 1946 : Naughty Nanette (como George B. Templeton, también productor, corto)
- 1946 : College Queen (también productor, corto)
- 1946 : A Tale of Two Cafes (como George B. Templeton, también productor, corto)
- 1946 : Double Rhythm (corto)
- 1950 : The Sundowners (también productor)
- 1951 : Quebec
- 1958 : A Gift for Heidi
- 1961 y 1962 : Rawhide (serie TV), 8 episodios

### Otras actividades
- 1930 : Her Man (actor)
- 1931 : Seas Beneath (actor)
- 1932 : Night After Night (actor, como Dink Templeton)
- 1934 : La cena de los acusados(actor)
- 1936 : Too Many Parents (guion)
- 1936 : Klondike Annie (actor)
- 1936 : The Princess comes Across (actor)
- 1937 : Saturday’s Heroes (guion)
- 1942 : On the Sunny Side (guion)
- 1946 : Golden Slippers (corto, productor)
- 1950 : High Lonesome (productor)
- 1955 : Treasury Men in Action, episodio Case of the Slippery Eel (serie TV, actor)
- 1966, 1967 : The Monroes (serie TV, 13 episodios, productor)
- 1970 : La balada de Cable Hogue (productor, como Dink Templeton)
- 1970 : The Delta Factor (director de producción, como Dink Templeton)

## Premios y distinciones
Premios Óscar
| Año  | Categoría                       | Película         | Resultado |
| ---- | ------------------------------- | ---------------- | --------- |
| 1946 | Mejor cortometraje - Dos rollos | The Little Witch | Nominado  |

- Premios Oscar de 1947: Nominado por College Queen.
- 1962: Western Heritage Awards por el episodio The Sendoff, perteneciente a la serie Rawhide, con Endre Bohem, John Dunkel, Sheb Wooley, Paul Brinegar, Eric Fleming, Clint Eastwood y Darren McGavin.